# Maransin (Gironde)
Pour les articles homonymes, voir Maransin.
Maransin est une commune du Sud-Ouest de la France, située dans le département de la Gironde (région Nouvelle-Aquitaine).

## Géographie

### Communes limitrophes
Les communes limitrophes sont Cercoux, Bayas, Lapouyade, Saint-Ciers-d'Abzac, Saint-Martin-de-Laye, Saint-Martin-du-Bois et Tizac-de-Lapouyade.
| Lapouyade           | Cercoux (Charente-Maritime) |                      |
| Tizac-de-Lapouyade  | Maransin                    | Bayas                |
| Saint-Ciers-d'Abzac | Saint-Martin-du-Bois        | Saint-Martin-de-Laye |

### Géologie et relief
La superficie de Maransin est de 2994 hectares (29,94 km2) avec une altitude minimum de 18 mètres et un maximum de 101 mètres.

### Hydrographie
Maransin est traversé par le ruisseau de Graviange, le ruisseau du Galostre, le ruisseau de Pas de Canon qui sont les principaux cours d'eau de la commune.

### Climat
Pour des articles plus généraux, voir Climat de la Nouvelle-Aquitaine et Climat de la Gironde.
Historiquement, la commune est exposée à un climat océanique aquitain.  
En 2020, Météo-France publie une typologie des climats de la France métropolitaine dans laquelle la commune est exposée à un climat océanique et est dans la région climatique  Aquitaine, Gascogne, caractérisée par une pluviométrie abondante au printemps, modérée en automne, un faible ensoleillement au printemps, un été chaud (19,5 °C), des vents faibles, des brouillards fréquents en automne et en hiver et des orages fréquents en été (15 à 20 jours).
Pour la période 1971-2000, la température annuelle moyenne est de 13,1 °C, avec une amplitude thermique annuelle de 14,5 °C. Le cumul annuel moyen de précipitations est de 890 mm, avec 11,7 jours de précipitations en janvier et 6,6 jours en juillet. Pour la période 1991-2020, la température moyenne annuelle observée sur la station météorologique la plus proche, située sur la commune de Saint-Gervais à 16 km à vol d'oiseau, est de 13,9 °C et le cumul annuel moyen de précipitations est de 824,9 mm,. Pour l'avenir, les paramètres climatiques de la commune estimés pour 2050 selon différents scénarios d’émission de gaz à effet de serre sont consultables sur un site dédié publié par Météo-France en novembre 2022.

## Urbanisme

### Typologie
Au 1er janvier 2024, Maransin est catégorisée commune rurale à habitat dispersé, selon la nouvelle grille communale de densité à sept niveaux définie par l'Insee en 2022.
Elle est située hors unité urbaine. Par ailleurs la commune fait partie de l'aire d'attraction de Bordeaux, dont elle est une commune de la couronne,. Cette aire, qui regroupe 275 communes, est catégorisée dans les aires de 700 000 habitants ou plus (hors Paris),.

### Occupation des sols

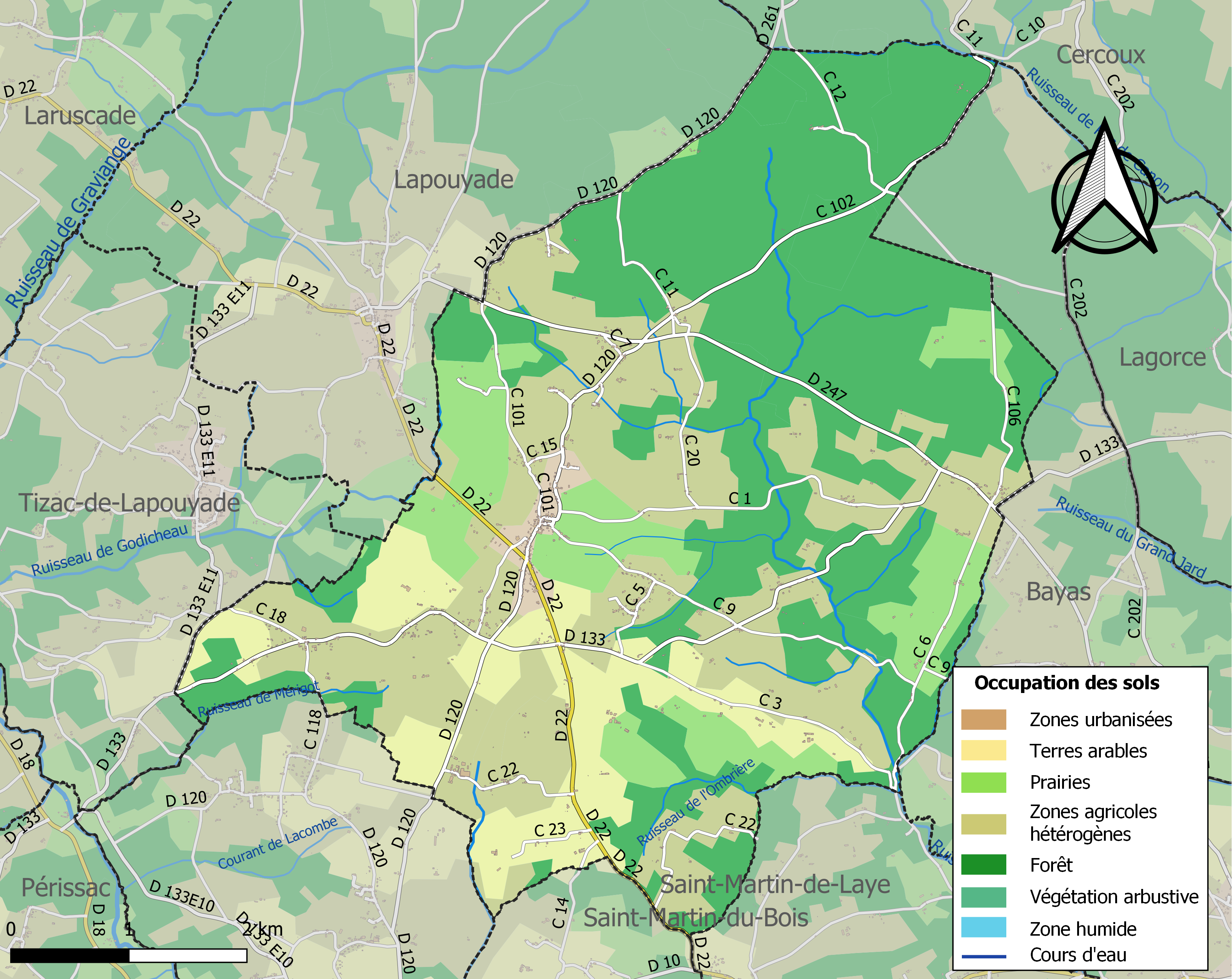
Carte des infrastructures et de l'occupation des sols de la commune en 2018 (CLC).

L'occupation des sols de la commune, telle qu'elle ressort de la base de données européenne d’occupation biophysique des sols Corine Land Cover (CLC), est marquée par l'importance des territoires agricoles (54,3 % en 2018), en diminution par rapport à 1990 (55,8 %). La répartition détaillée en 2018 est la suivante : 
forêts (44,3 %), zones agricoles hétérogènes (31,5 %), prairies (11,6 %), cultures permanentes (11,2 %), zones urbanisées (1,3 %). L'évolution de l’occupation des sols de la commune et de ses infrastructures peut être observée sur les différentes représentations cartographiques du territoire : la carte de Cassini (XVIIIe siècle), la carte d'état-major (1820-1866) et les cartes ou photos aériennes de l'IGN pour la période actuelle (1950 à aujourd'hui).

### Risques majeurs
Le territoire de la commune de Maransin est vulnérable à différents aléas naturels : météorologiques (tempête, orage, neige, grand froid, canicule ou sécheresse), inondations, feux de forêts, mouvements de terrains et séisme (sismicité faible). Un site publié par le BRGM permet d'évaluer simplement et rapidement les risques d'un bien localisé soit par son adresse soit par le numéro de sa parcelle.
La commune a été reconnue en état de catastrophe naturelle au titre des dommages causés par les inondations et coulées de boue survenues en 1982, 1983, 1999, 2008 et 2009,.
Maransin est exposée au risque de feu de forêt. Depuis le 20 avril 2016, les départements de la Gironde, des Landes et de Lot-et-Garonne disposent d’un règlement interdépartemental de protection de la forêt contre les incendies. Ce règlement vise à mieux prévenir les incendies de forêt, à faciliter les interventions des services et à limiter les conséquences, que ce soit par le débroussaillement, la limitation de l’apport du feu ou la réglementation des activités en forêt. Il définit en particulier cinq niveaux de vigilance croissants auxquels sont associés différentes mesures,.
Les mouvements de terrains susceptibles de se produire sur la commune sont des tassements différentiels.

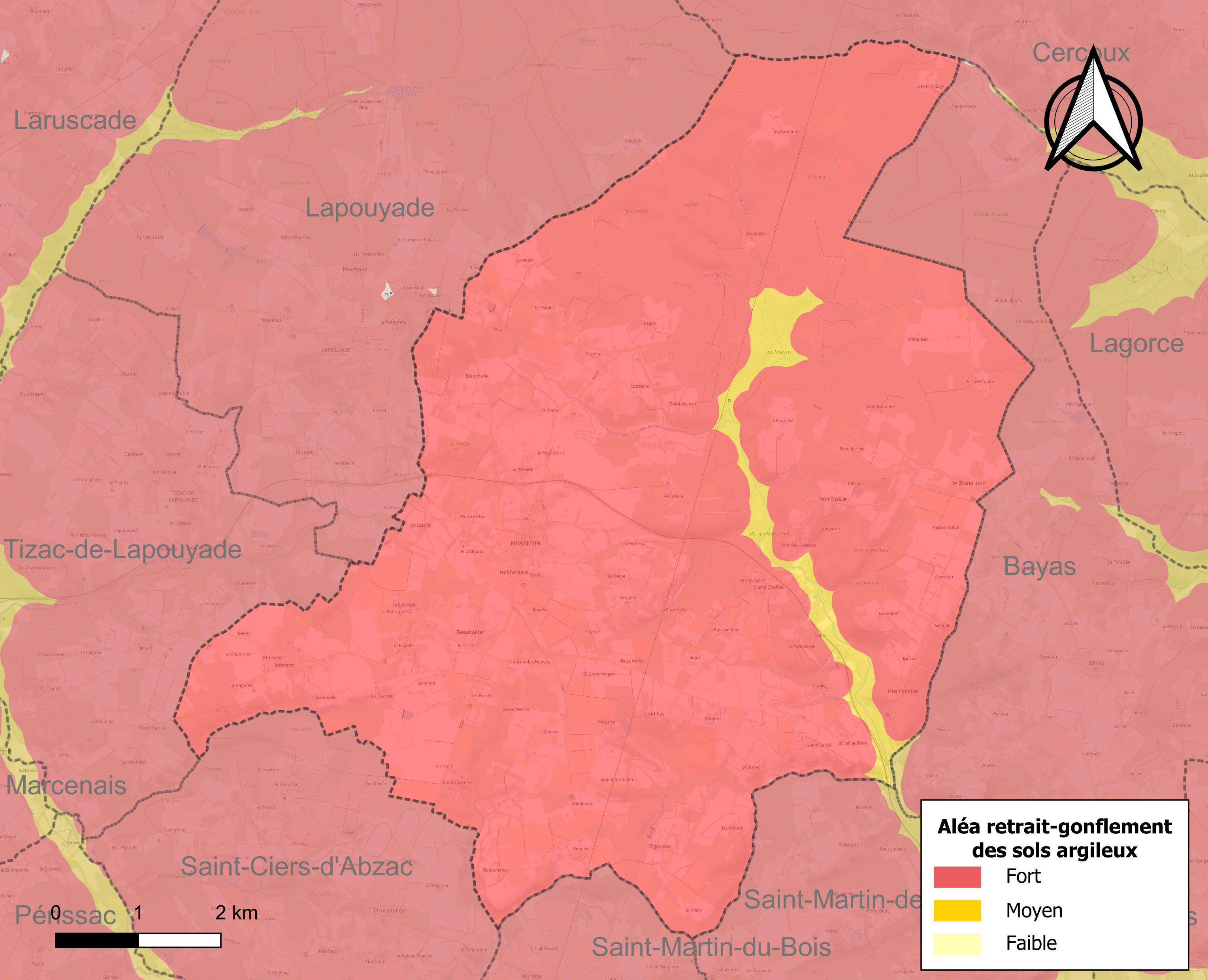
Carte des zones d'aléa retrait-gonflement des sols argileux de Maransin.

Le retrait-gonflement des sols argileux est susceptible d'engendrer des dommages importants aux bâtiments en cas d’alternance de périodes de sécheresse et de pluie. La totalité de la commune est en aléa moyen ou fort (67,4 % au niveau départemental et 48,5 % au niveau national). Sur les 463 bâtiments dénombrés sur la commune en 2019, 463 sont en aléa moyen ou fort, soit 100 %, à comparer aux 84 % au niveau départemental et 54 % au niveau national. Une cartographie de l'exposition du territoire national au retrait gonflement des sols argileux est disponible sur le site du BRGM,.
Par ailleurs, afin de mieux appréhender le risque d’affaissement de terrain, l'inventaire national des cavités souterraines permet de localiser celles situées sur la commune.
Concernant les mouvements de terrains, la commune a été reconnue en état de catastrophe naturelle au titre des dommages causés par la sécheresse en 1989, 2002, 2003, 2009, 2011 et 2017 et par des mouvements de terrain en 1999.

## Toponymie
La commune s'est appelée Marancin en 1801.

## Politique et administration
| Période                                  | Période  | Identité      | Étiquette | Qualité  |
| ---------------------------------------- | -------- | ------------- | --------- | -------- |
| Les données manquantes sont à compléter. |          |               |           |          |
| mars 2001                                | 2020     | James Seynat  | SE        | Retraité |
| 2020                                     | En cours | Bernard Bacci |           | Retraité |

## Démographie
L'évolution du nombre d'habitants est connue à travers les recensements de la population effectués dans la commune depuis 1793. Pour les communes de moins de 10 000 habitants, une enquête de recensement portant sur toute la population est réalisée tous les cinq ans, les populations de référence des années intermédiaires étant quant à elles estimées par interpolation ou extrapolation. Pour la commune, le premier recensement exhaustif entrant dans le cadre du nouveau dispositif a été réalisé en 2006.

En 2022, la commune comptait 1 059 habitants, en évolution de +3,72 % par rapport à 2016 (Gironde : +6,91 %, France hors Mayotte : +2,11 %).
| 1793  | 1800  | 1806  | 1821  | 1831  | 1836  | 1841  | 1846  | 1851  |
| ----- | ----- | ----- | ----- | ----- | ----- | ----- | ----- | ----- |
| 1 220 | 1 057 | 1 191 | 1 265 | 1 335 | 1 314 | 1 188 | 1 139 | 1 184 |

| 1856  | 1861  | 1866  | 1872  | 1876  | 1881  | 1886  | 1891  | 1896  |
| ----- | ----- | ----- | ----- | ----- | ----- | ----- | ----- | ----- |
| 1 240 | 1 213 | 1 237 | 1 261 | 1 277 | 1 362 | 1 236 | 1 141 | 1 147 |

| 1901  | 1906  | 1911  | 1921  | 1926  | 1931  | 1936  | 1946 | 1954 |
| ----- | ----- | ----- | ----- | ----- | ----- | ----- | ---- | ---- |
| 1 125 | 1 141 | 1 127 | 1 095 | 1 086 | 1 089 | 1 019 | 935  | 906  |

| 1962 | 1968 | 1975 | 1982 | 1990 | 1999 | 2006  | 2011  | 2016  |
| ---- | ---- | ---- | ---- | ---- | ---- | ----- | ----- | ----- |
| 814  | 748  | 670  | 753  | 818  | 869  | 1 030 | 1 045 | 1 021 |

| 2021  | 2022  | - | - | - | - | - | - | - |
| ----- | ----- | - | - | - | - | - | - | - |
| 1 040 | 1 059 | - | - | - | - | - | - | - |

## Économie

### Tourisme
La commune est traversée par le train touristique de Guîtres à Marcenais.

## Équipements, services et vie locale
Le village accueille des commerces : une pizzeria (Croustil’Pizza), une épicerie, un salon esthétique (Beauty By Julie), un salon de coiffure (L’atelier de Julie), une esthéticienne (Le boudoir de Sabrina), un atelier de réparation automobile (Kiki Auto), un traiteur, un garage...
Il accueille aussi quelques services : un bureau de poste et une bibliothèque.
On peut aussi y trouver des professionnelles de santé : à la maison de santé pluridisciplinaire (2 médecins, 1 sage-femme, 1 diététicienne, 3 infirmières, 2 kinésithérapeutes, 1 pédicure podologue, 1 psychologue et 1 psychologue gérontologue) et une pharmacie.
Il y a aussi des artisans spécialisés dans l'électricité (Entreprise JCB, Castells Jean-François, Brachet Guillaume), dans la maçonnerie (EGBTP (SARL)), dans la menuiserie (LM Concept Bois), dans la charpenterie (Blanchet Jean-François), dans l'ébénisterie (Perret Jean-Michel), dans la couture (Charlottefil), dans les plantes aromatiques (CDL), dans l'informatique (Jérôme AUTIER)...

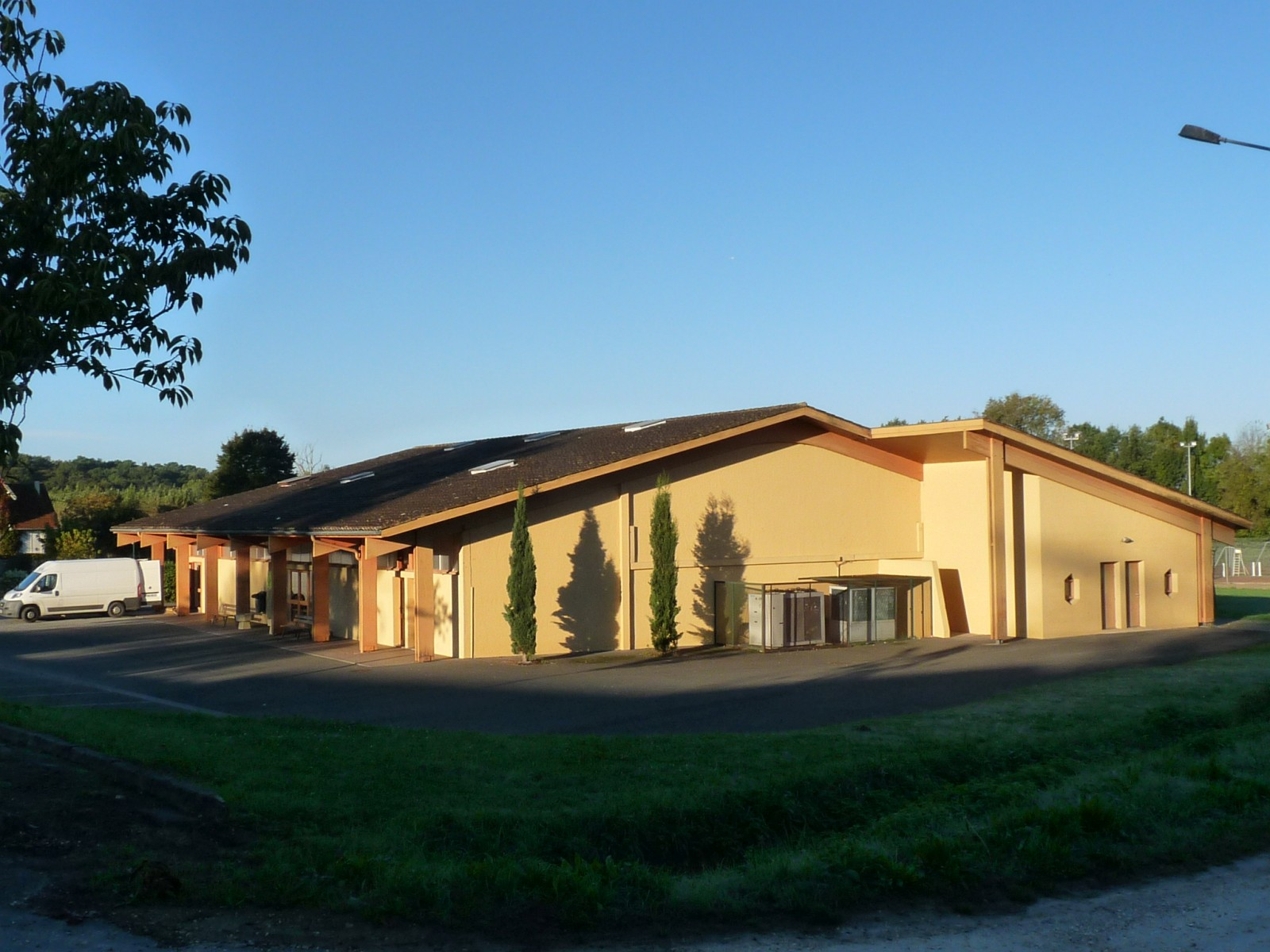
La salle polyvalente
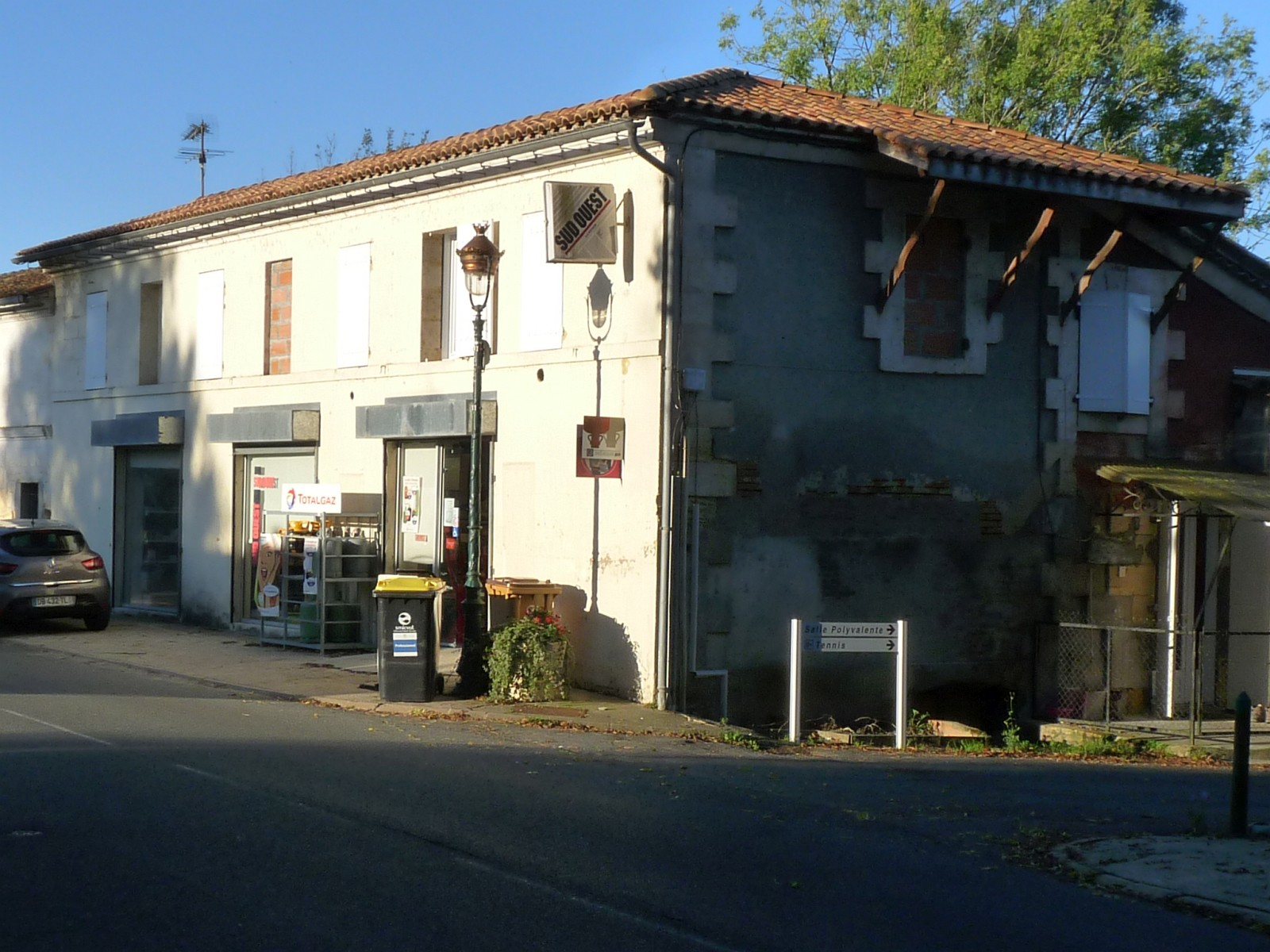
Commerce de proximité

## Lieux et monuments
- L'église paroissiale Saint-Martin est de style néo-gothique, avec un clocher-porche,
- La cabane de Corbineau[26],
- Une maison bourgeoise au centre du bourg, dite château l'Écuyer,
- Le pont du Muet,
- La mairie et sa mosaïque.

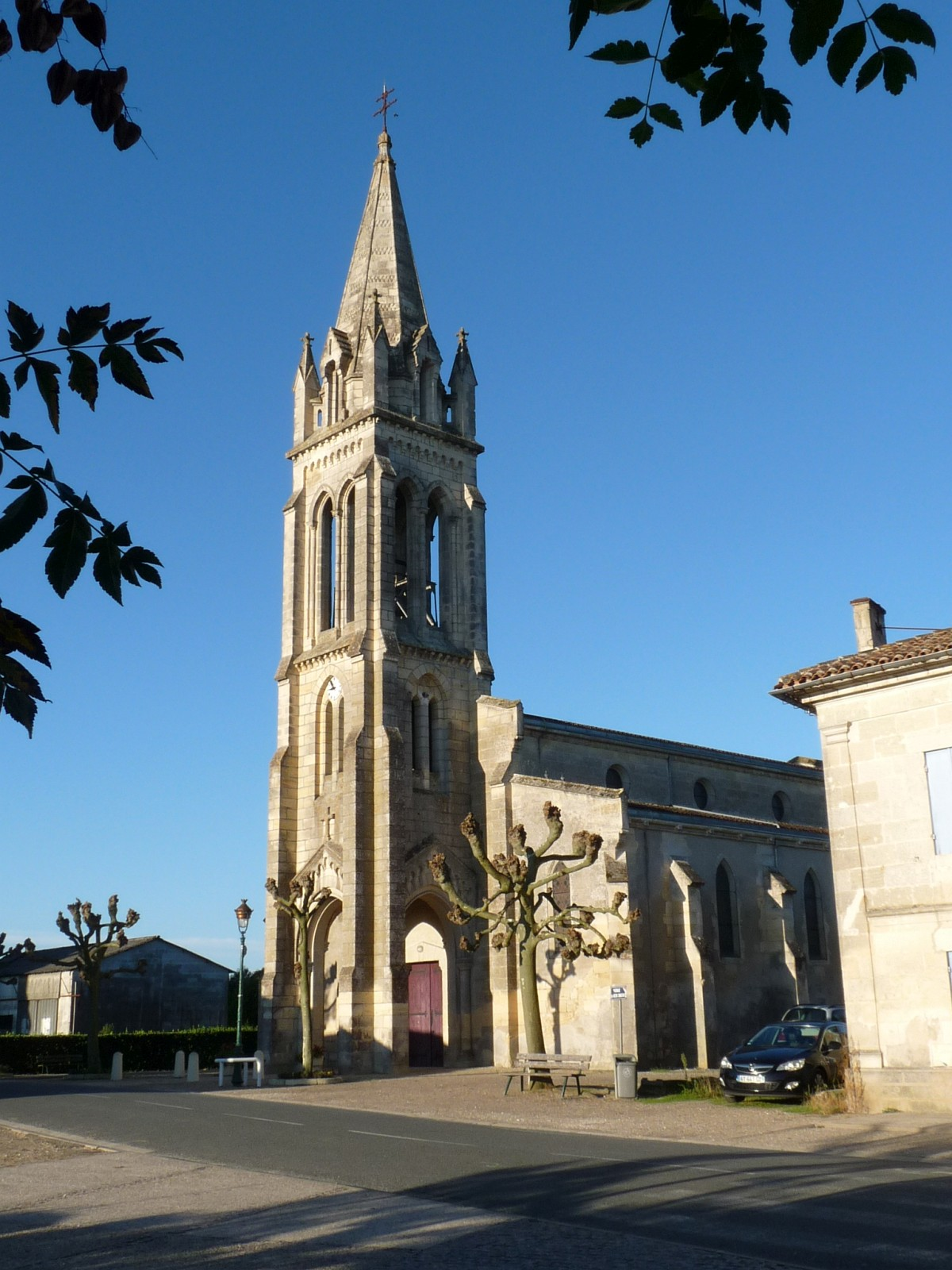
L'église Saint-Martin
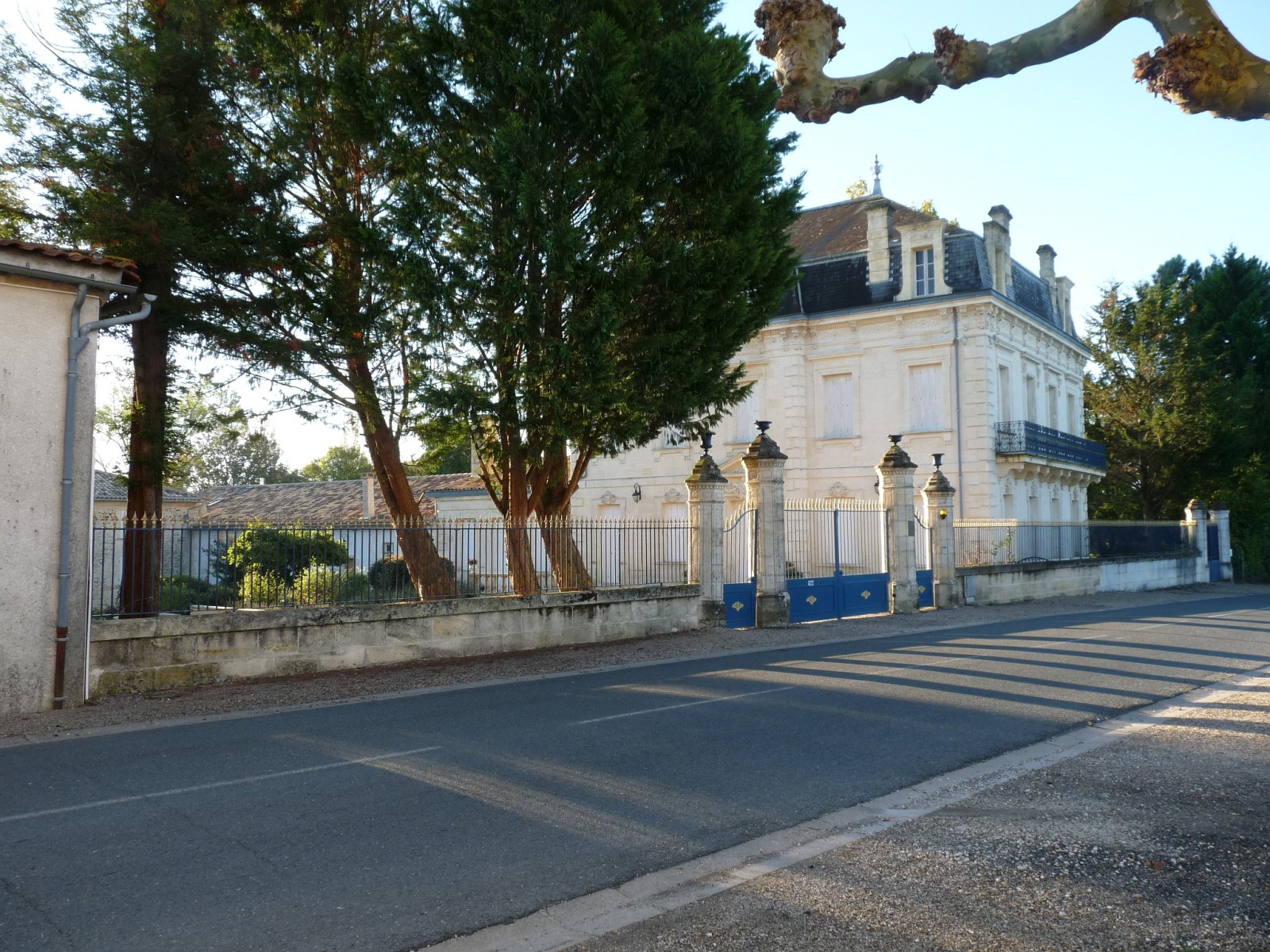
Château l'Écuyer

## Héraldique
| Blason à dessiner | Blason  | D'argent à l'ombre d'un pampre de vigne de sable, posé en bande d'un flanc à l'autre; à la barre d'argent brochante et chargée de l'inscription « MARANSIN » en lettres capitales de sable; à quatre grappes de raisin de pourpre brochant dans chaque canton. |
| Blason à dessiner | Détails | Le statut officiel du blason reste à déterminer. |